# The Planets Bend Between Us
"The Planets Bend Between Us" é uma canção da banda de rock norte-irlandesa Snow Patrol. Foi lançado em maio de 2009 como single do álbum A Hundred Million Suns.

## Faixas
- Download digital:[1]

1. "The Planets Bend Between Us" (versão do single) – 4:01

- iTunes Bundle:[2]

1. "The Planets Bend Between Us" (versão do single) – 4:01
2. "Reading Heaney to Me" – 3:08

## Paradas musicais
| Paradas (2009)                 | Melhor posição |
| ------------------------------ | -------------- |
| Países Baixos (MegaCharts)     | 8              |
| Reino Unido (UK Airplay Chart) | 42             |

## Pessoal
Snow Patrol
- Gary Lightbody – vocais, guitarra, backing vocal
- Nathan Connolly – guitarra, backing vocal
- Paul Wilson – baixo, backing vocal
- Jonny Quinn – bateria
- Tom Simpson – teclado

Outros
- Jacknife Lee – produtor
- Cenzo Townshend – mixagem
- Neil Comber – mixing (assistente)
- John Davis – masterização[5]

## Lançamento
| País/Região | Data               | Formato          |
| ----------- | ------------------ | ---------------- |
| Mundo       | 24 de maio de 2009 | Download digital |
| Reino Unido | 24 de maio de 2009 | iTunes           |
| Irlanda     | 24 de maio de 2009 | iTunes           |